# 白廬
浚浦局職員俱樂部舊址，又稱白廬，是一座位於上海市楊浦區復興島公園內的歷史建築。原本是上海浚浦局體育會的職員俱樂部，1937年日軍佔領上海後將其改造，國共內戰上海戰役前夕蔣中正曾在此居住，現為復興島公園黨群服務站。

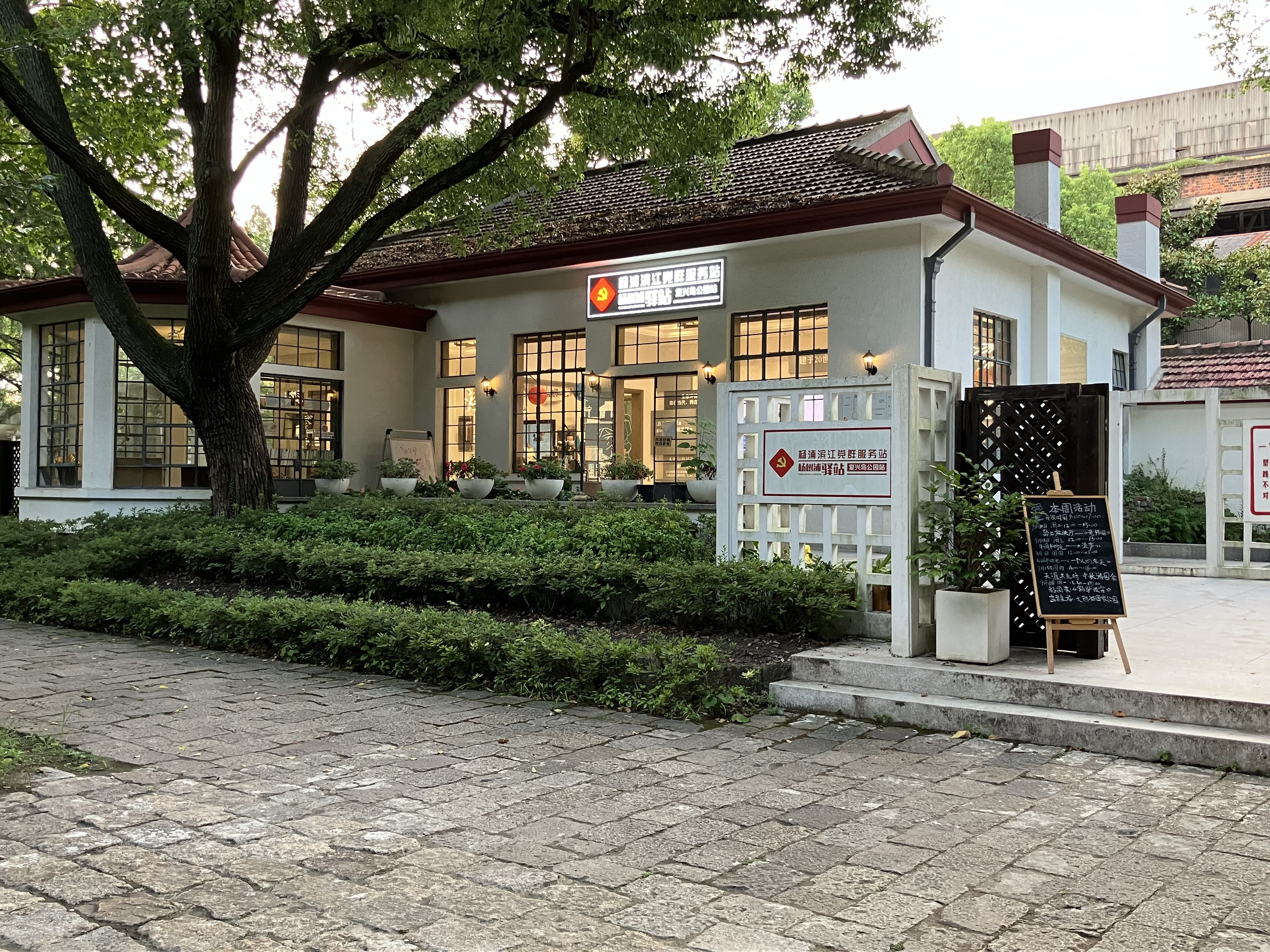
改造為黨群服務站的白廬

## 歷史
1930年，周家嘴島（今稱復興島）中部的吹泥填灘工程完工，上海浚浦工程總局在該處興建體育會（即今復興島公園），並於園區北面建造俱樂部供員工日常娛樂休憩之用。1937年淞滬會戰爆發後日軍進占復興島，將島上的浚浦局體育會園區及建築改造為日式庭院風格。抗日戰爭結束後中華民國海軍總司令部將此地歸還浚浦局使用。
1949年（民國38年）4月27日中國國民黨總裁蔣中正乘海軍太康艦抵達復興島，將上海浚浦局體育會之主建築作為其行邸，因外牆通體白色而得名「白廬」。翌日起，先後在此接見海軍總司令桂永清、國防部長徐永昌、次長林蔚、參謀總長顧祝同、京滬杭警備總司令湯恩伯、副總司令陳大慶、軍統局局長毛人鳳、聯勤總司令郭懺等人商討上海防務；亦召見上海市市長陳良詢問物資轉運臺灣情況。由於蔣認為復興島離市區太遠，對於前來謁見的人員多有不便且須提振上海守軍士氣，於5月2日一度遷至金神父路勵志社（今瑞金賓館）居住，但不久因內外形勢吃緊，為安全起見又搬回白廬居住，5月7日，蔣中正乘招商局江靜輪離開復興島前往舟山群島，白廬成為蔣離滬前最後居所。
上海解放後由上海港務局接管，1951年改建為公園重新開放，惟白廬因故閒置。2011年楊浦區人民政府公布其為第二批楊浦區登記不可移動文物，2015年上海市人民政府公布其為第五批上海市優秀歷史建築。
經過一年的修繕，2021年6月27日白廬以「復興島公園黨群服務站」（全稱為楊浦濱江黨群服務站楊樹浦驛站復興島公園站）之姿對外開放，為復興島上目前唯一的黨群服務站，也是上海市第一個全年無休的黨群服務站。提供講解諮詢和社區服務，並定期舉辦活動。

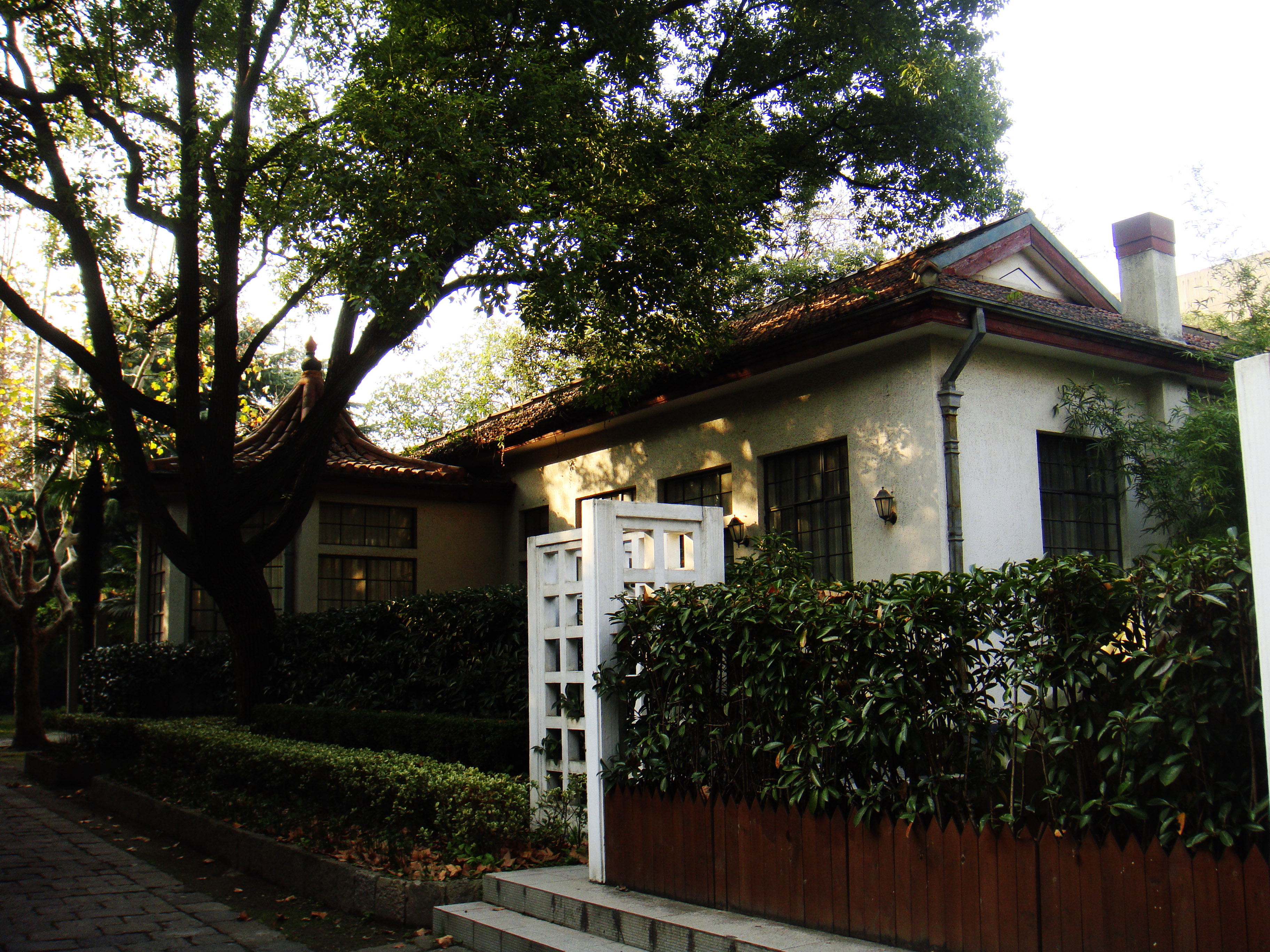
修繕開放前的白廬

## 建築概況與使用狀況
白廬為一層建築，室內空間達221平方公尺，西南角突出一八角亭設計；室外空間為花園，保留原有之藤蔓廊架。室內陳列浚浦工程、復興島歷史、楊浦未來發展等內容，入口牆面則附有建築可閱讀二維碼。
黨群服務站同時設有定海路街道人大代表聯絡站、楊浦區第十七屆人大立法聯絡點、楊浦區人民建議徵集點三個窗口。